# Meritzer Williams
Meritzer Williams (* 1. Januar 1989 in Charlestown) ist eine nevisische Sprinterin aus St. Kitts und Nevis, die sich auf die 200-Meter-Strecke spezialisiert hat.
Meritzer Williams nahm an den Olympischen Spielen 2008 teil, qualifizierte sich mit dem siebenten Platz ihres Vorlaufes aber nicht für das Viertelfinale.
Bei den Leichtathletik-Weltmeisterschaften 2009 in Berlin kam sie ebenfalls nicht über ihren Vorlauf hinaus.
Ihre persönlichen Bestzeiten sind 11,43 s über 100 Meter, gemessen im Juni 2009 in Basseterre; und 22,96 s über 200 Meter, gemessen im Juni 2008 in Basseterre.

## Ergebnisse
2008 wurde sie bei den Juniorenweltmeisterschaften über die 100 m Siebte, über die 200 m Zweite und mit der 4 × 100-m-Staffel Sechste.